# Orthoperus scotti
Orthoperus scotti is een keversoort uit de familie molmkogeltjes (Corylophidae). De wetenschappelijke naam van de soort werd in 1940 gepubliceerd door Renaud Maurice Adrien Paulian.